# یواس‌اس هاس (دی‌ئی-۴۲۴)
یواس‌اس هاس (دی‌ئی-۴۲۴) (به انگلیسی: USS Haas (DE-424)) یک کشتی بود که طول آن ۳۰۶ فوت (۹۳ متر) بود. این کشتی در سال ۱۹۴۴ ساخته شد.